# Minhas

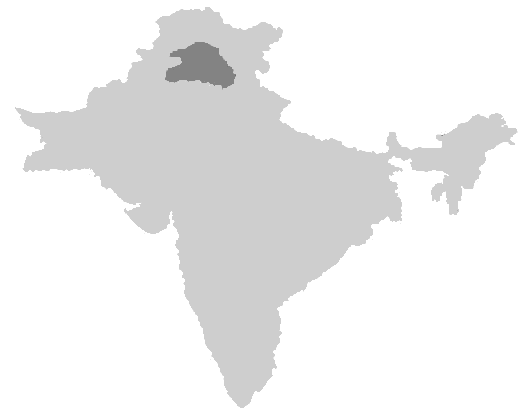
Region von Minhas Rajput

Minhas oder Minhas-Dogra (Panjabi: मिन्हास (Devanagari), ਮਿਨਹਾਸ (Gurmukhi), مِنہاس (Urdu)) ist ein Suryavanshi Rajput Clan aus dem Punjab Region und Kaschmir in Indien. Es ist ein Ableger der Jamwal-Dogra Rajputs, Gründer der Stadt und Bundesstaat Jammu und seine Herrscher von der Antike bis 1948 CE. In der Antike, die im Allgemeinen einen Maßstab des Königtums gilt, sind sie unübertroffen. Mehrheit der Gemeinschaft der adeligen Familie gehören der Religionen Sikhismus an. In der Region findet man heute noch viele verstärkt mit dem Nachnamen Minhas die Nachfahren von der adeligen Familie sind. Später wurde bei den Sikhs der Name Singh noch hinzugefügt, welches durch Guru Gobind Singh für Sikhs verbindlich eingeführt wurde.
Mittlerweile gehören die Einwohner auch der Religionen Hinduismus oder Islam Ahmadiyya an. Den größten Einfluss machte zunächst Guru Nanak Dev mit seiner Religion Sikhismus und später überzeugte Mirza Ghulam Ahmad im 19. Jahrhundert zahlreiche aus der Region Punjab (Indien) zum Islam.

## Bedeutung
Der Sikh, Hindu-Name Minhas ist möglicherweise eine veränderte Form von Minhaj, welches aus dem arabischen kommt und bedeutet  „Methode“ oder „Weg“. Auch findet man verschiedene Werke wie zum Beispiel die von Minhaj al Siraj. „Minhaj al-Siraj“ war der Autor einer bekannten 13. Jh.-Geschichte von Indien.